# Deilus
Deilus — род жуков-усачей из подсемейства настоящих усачей.

## Описание
Впадины средних тазиков снаружи закрыты. Первый стернит брюшка, почти такой же длины, как второй и третий, вместе взятые. Переднеспинка без бокового бугорка и мозолей на диске. Тело очень узкое.

## Систематика
В составе рода:
- Deilus fugax (Olivier, 1790)
- Deilus notula Fauvel, 1906
- Deilus rugosicollis Rapuzzi & Sama, 2012